# Andalusia (Illinois)
Andalusia – wieś w Stanach Zjednoczonych, w stanie Illinois, w hrabstwie Rock Island.